# ساندور كارولي
ساندور كارولي (بالمجرية: Károlyi Sándor)‏ هو جندي مجري، ولد في 2 يونيو 1668 في Olcsvaapáti ‏ في المجر، وتوفي في 8 سبتمبر 1743 في Ardud ‏ في رومانيا.